# Castell de Catadau
Castell de Catadau és com es coneix la casa que està ubicada al carrer Marqués de Campo de l'esmentada localitat de la Ribera Alta al País Valencià).
Segons la Direcció General del Patrimoni Cultural de la Conselleria de Turisme, Cultura i Esports, l'anomenat Castell de Catadau, malgrat estar declarat Bé d'Interès Cultural, amb el codi 46.20.093-001, no es troba registrat ni té nº d'anotació ministerial, sent la seva declaració genèrica.

## Descripció
Es tracta d'una casa construïda sobre les restes o bé d'una possible muralla, que havia de defensar la població de Catadau durant l'època medieval, o bé d'alguna torre o petita fortificació que s'hi situava. Les restes que s'han conservat són molt pocs, malgrat això pot distingir una part de mur construïda a base de maçoneria i argamassa. L'habitatge construït annexa a les restes del castell és de propietat privada i es troba en perfecte estat de conservació.